# Manuel Feil
Manuel Feil (Augusta, 8 ottobre 1994) è un calciatore tedesco, attaccante dell'Elversberg.

## Caratteristiche tecniche
Gioca solitamente come ala destra ma può anche ricoprire le posizioni di trequartista ed esterno destro.

## Carriera

### Prime esperienze
Muove i primi passi nei settori giovanili di Reutern e Welde . Nel 2010 si trasferisce al Gersthofen con cui esordisce in Oberliga Bayern nel 2013.
Nell'estate del 2014 si trasferisce al Gundenfilgen, l'esperienza in Baden-Württemberg durerà solo un anno dato che passerà alla seconda squadra del Norimberga  con cui si metterà in luce in Regionalliga.

### Elversberg
Nell'estate del 2018 passa all'Elversberg

## Palmarès

### Club

#### Competizioni nazionali
- 3. Liga: 1

Elversberg: 2022-2023